# Lucien Pissarro
Lucien Pissarro (* 20. Februar 1863 in Paris; † 10. Juli 1944 in Heywood, England) war ein französischer Maler des Impressionismus und des Neoimpressionismus, Grafiker und Holzschneider. Er entstammte der Künstlerfamilie Pissarro.

## Leben und Werk

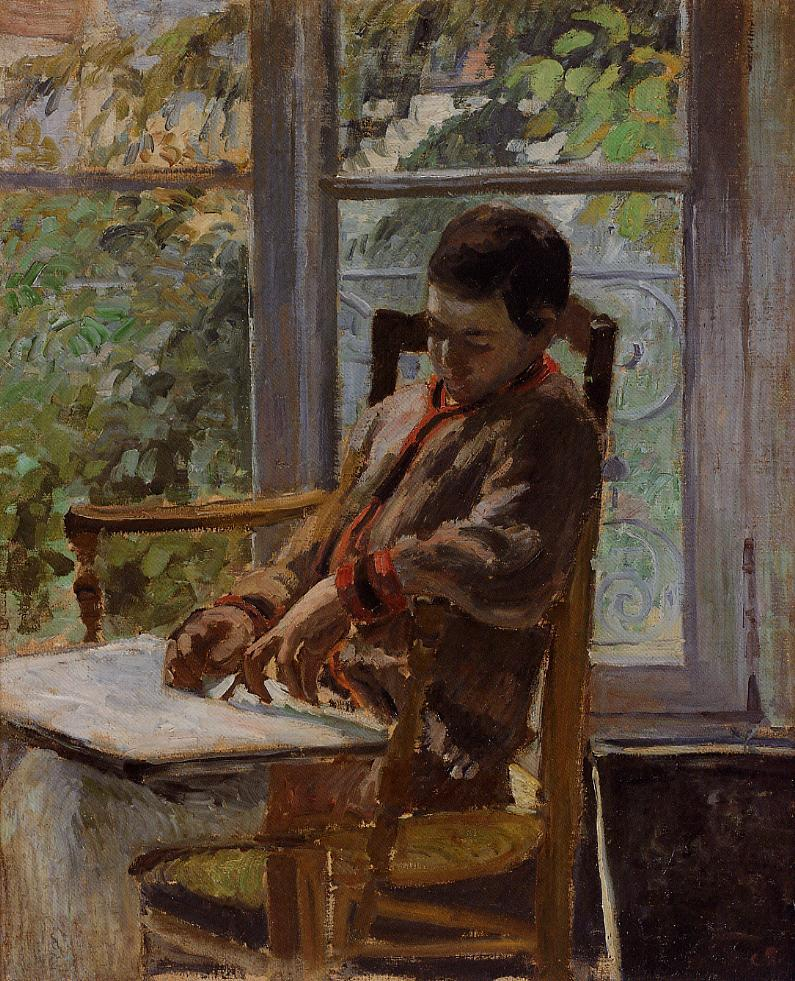
Lucien Pissarro, 1875 gemalt von seinem Vater Camille Pissarro

Pissarro war der älteste Sohn der Julie Vellay (1839–1926) und des impressionistischen Malers Camille Pissarro, mit dem er gemeinsam seine künstlerischen Fähigkeiten ausbildete und fortentwickelte. Seine Brüder waren die Künstler Georges Henri Pissarro, Félix Pissarro, Ludovic Rodolphe Pissarro und Paul Émile Pissarro. Lucien war mit Esther Levi Bensusan (1870–1951) verheiratet, die ihn bei seiner Arbeit unterstützte. Aus der Ehe ging die Tochter Orovida Camille Pissarro (1893–1968) hervor, die als Malerin und Radiererin tätig war.
Pissarros Familie floh 1870 vor dem Deutsch-Französischen Krieg nach London, wo er bei Verwandten in Upper Norwood am Stadtrand von London wohnte.
Er kehrte 1871 nach Frankreich zurück, erst nach Louveciennes, dann nach Pontoise. Durch den Kontakt zu Paul Cézanne und Claude Monet, die zu dem Kreis der Künstlerfreunde seines Vaters gehörten, und den Unterricht seines Vaters wurde er früh an die impressionistische Malerei herangeführt. Er begann mit Landschaftsmalerei, interessierte sich aber ab 1880 auch für die Technik des Holzdrucks und des Holzschnitts. Von 1883 bis 1884 kehrte er wieder nach England zurück und wohnte im Norden von London. Er arbeitete hier bei einem Musikverlag und erlernte die englische Sprache. Von 1884 bis 1890 arbeitete Pissarro für den Drucker Manzi. Er unterhielt freundschaftliche Beziehungen zu Vertretern des Pointillismus, Paul Signac und Georges Seurat. Vincent van Gogh widmete ihm 1887 Panier de pommes (deutsch Korb mit Äpfeln), französisch à l’ami Lucien Pissarro, das heute im Kröller-Müller Museum im niederländischen Otterlo zu sehen ist.

### Zeit in England
Ab 1890 lebte er dauerhaft in London, nicht letztendlich wegen seiner Bewunderung der Arbeit des englischen Malers William Morris und der Illustratoren des Arts and Crafts Movements. Er hielt 1891 Vorlesungen zum Impressionismus bei der Art Workers Guild. In Richmond heiratete er am 10. August 1892 Esther Levi Bensusan, die er bereits 1883 bei seinem ersten Besuch kennengelernt hatte. Die Hochzeitsreise führte das Paar zunächst nach Rouen, danach verbrachten sie acht Monate bei seinen Eltern in Éragny nordwestlich von Paris. Nach ihrer Rückkehr nach England siedelten sie sich in Epping (Essex) an, wo sie von 1893 bis 1897 lebten. Ihre Tochter und einziges Kind, Orovida Camille Pissarro, wurde dort am 8. Oktober 1893 geboren.
Inspiriert von William Morris’ Privatdruckerei Kelmscott Press, gründete Lucien 1894 die „Éragny Press“ in Hammersmith, deren erste Veröffentlichung eine Übersetzung des französischen Märchens The Queen of the Fishes (1894) von Margaret Rust war, einer Freundin Esthers, mit farbigen Holzschnitten und handschriftlichem Text von Lucien. Der Band wurde in Zusammenarbeit mit Vale Press veröffentlicht, zu deren Betreibern Charles Ricketts (1866–1931) und Charles Shannon (1863–1937) Luciens ein freundschaftliches Verhältnis hatte. Éragny Press bestand bis 1914 und brachte 33 Bücher heraus. Die Produktion illustrierter Bücher war nicht untypisch für die britischen Künstler der 1890er Jahre. Pissarro, dessen Druckgrafiken seine sozialistischen Überzeugungen widerspiegelten, arbeitete mit der anarchistischen Presse in London und Paris zusammen.
Im März 1897 erlitt Lucien Pissarro einen Schlaganfall, wonach er nicht mehr im Freien arbeiten konnte, sodass er bis 1905 nur unregelmäßig malte. Die Familie zog im April nach Bedford Park in Chiswick im Westen von London. Esther half Lucien, seine stark reduzierte Buchproduktion fortzusetzen, für die er Gravierungen benutzte, die er bereits vor seiner Krankheit erstellt hatte. 1902 zog die Familie erneut um, diesmal in ein nahegelegenes Haus mit Atelier (The Brook, 27 Stamford Brook Road).
Pissarro trat Ende 1904 im New English Art Club erneut in Kontakt mit Künstlern, die er mehr als zehn Jahre zuvor kennengelernt hatte. Auf Walter Sickerts Einladung wurde er 1907 Mitglied in der Fitzroy Street Group. 1911 gehörte Lucien Pissarro zu den Mitbegründern der Camden Town Group, einer Gruppe englischer Neoimpressionisten. 1914 trat er aus der Gruppe, die sich nun The London Group nannte, wieder aus. Pissarro war der Ansicht, dass mit den Kubisten Wyndham Lewis, Frederick Etchells, Cuthbert Hamilton, Christopher Nevinson und Edward Wadsworth hier „die falsche Clique … Einfluss gewonnen“ hatte. 1916 erhielt er die britische Staatsbürgerschaft.
Pissarro engster Freund dieser Zeit war der Kunstkritiker und Maler James Bolivar Manson. Beide lernten sich um 1910 kennen, als Pissarro ihn in die Fitzroy Street Group einführte. Manson schrieb 1913 einen Artikel über Pissarros Buchillustrationen und 1916 einen weiteren zu Pissarros Bildern. Er vermittelte Werke Pissarros an private Sammler, an Kunstinstitutionen im Vereinigten Königreich, und 1916 an den New Yorker Mäzen und Kunstsammler John Quinn. Als „Anbeter der Natur“ und den impressionistischen Prinzipien verhaftet gründeten Manson und Pissarro 1919 die Monarro Group, deren Name sich aus den Nachnamen Claude Monets und Camille Pissarros zusammensetzte. Die Gruppe richtete 1920 und 1921 zwei Ausstellungen aus und zielte auf die Verbreitung des Impressionismus in England.
Nach Luciens Tod 1944 überließ seine Frau Esther das umfangreiche Familienarchiv dem Ashmolean Museum in Oxford. Die Kunsthistorikerin Anne Thorold sichtete und veröffentlichte das Material in den 1980er und 1990er Jahren. Von den Kindern Camilles hatte Lucien wahrscheinlich den besten Kontakt zu seinem Vater. Nach Luciens erstem Besuch in England begann Camille eine lange und fast tägliche Korrespondenz mit seinem Sohn. Die Briefe gelten als wichtige Dokumente der Geschichte der impressionistischen und neoimpressionistischen Bewegung.

### Werk
Lucien Pissarro gehörte mit Walter Sickert und Philip Wilson Steer zu der ersten Generation impressionistischer Maler Großbritanniens. In seiner Malerei hielt Pissarro den impressionistischen Prinzipien seines Vaters die Treue. Viele seiner Gemälde zeigen Landschaften, die er allesamt vor Ort angefertigt hatte, entweder in der freien Natur oder mit dem Blick aus einem Fenster. Als Themen für seine Bilder wählte er oft die karge Landschaft Süd-Englands und das Wechselspiel zwischen Regenwolken und Sonnenschein. Von 1913 bis 1919 schuf er Gemälde der englischen Landschaft von Dorset, Westmorland, Devon, Essex, Surrey und Sussex, ohne theatralische oder romantische Untertöne. Viele seiner späteren Arbeiten enthalten nicht die Leuchtkraft seiner neoimpressionistischen Werke von vor 1890. Seine wenigen Porträts zeigen meistens Angehörige seiner Familie.
Gemälde (Auswahl)

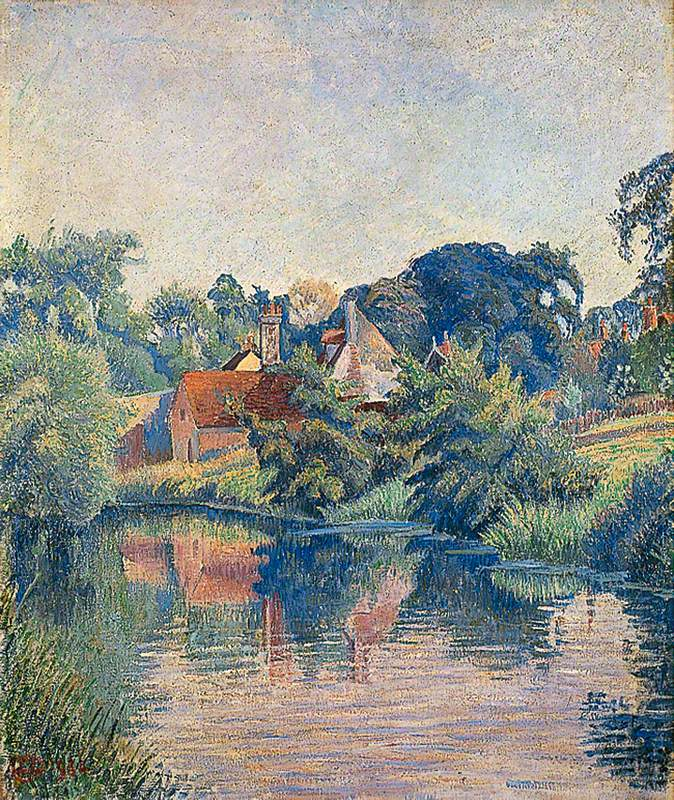
The Stour at Stratford St Mary, Colchester, etwa 1900
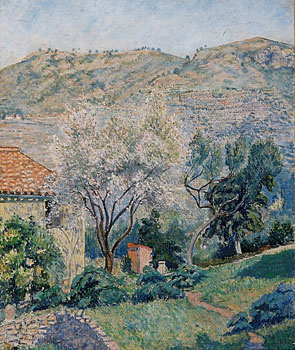
Brookleton Yulgreave, etwa 1900
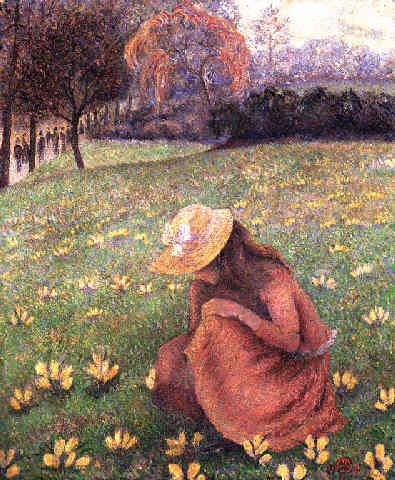
Girl picking flowers, etwa 1900

| - April, Epping 1894 - High View, Fish Pond 1915 - Ivy Cottage, Coldharbour: Sun and Snow 1916 - All Saints' Church, Hastings: Sun and Mist 1918 - Almond Trees, Le Lavandou 1923 - Stratford-Upon-Avon - The Hill at Charmouth, 1920 | - The Golf Links, Acton (A June Morning), 1906 - The Brook, Sunny Weather - Wootton-under-Edge - Boissy-L’Aillerie, 1926 - Paysage, frühe 1890er Jahre - Apparition des Premiers Habitants - Le Défilé Royal |

### Ausstellungen (Auswahl)
1886 zeigte er zehn seiner Arbeiten im Salon des Indépendants der Société des Artistes Indépendants, aus der er 1896 austrat. 1888 stellte Pissarro mit der avantgardistischen Gruppe Société des Vingt in Brüssel aus. Zusammen mit Signac und Seurat stellte er auf der Ausstellung des Neoimpressionismus in Paris von Dezember 1892 bis Januar 1893 sowie von Dezember 1893 bis Januar 1894 aus.
1904 stellte er sein Bild April, Epping im New English Art Club aus, später auch mit der Fitzroy Street Group. Seine erste Einzelausstellung fand im Mai 1913 in der Carfax Gallery statt. In den 1920er und 1930er Jahren zeigte er eine rege Ausstellungsaktivität, wobei er seine Arbeiten gelegentlich zusammen mit Exponaten seines Vaters und seiner Tochter präsentierte. Ab 1934 stellte er in der Royal Academy of Arts aus. 1946 und 1947 wurden viele seiner Gemälde und Holzschnitte in Gedächtnisausstellungen in den Londoner Leicester Galleries gezeigt.